# Plaza de la Solidaridad
La Plaza de la Solidaridad es una plaza ubicada en Ciudad de México, México, adyacente a la Alameda Central. Durante el decimosexto siglo, el área en que el parque está ahora localizado era en las afueras de la ciudad. Cuando la ciudad creció y se urbanizó, el Convento de San Diego ocupó el espacio. Años más tarde el terreno fue dividido para crear las calles de Dr. Mora, Colón, Balderas e Hidalgo, en 1908 se edifica un inmueble que albergaría la redacción del periódico El Imparcial, años más tarde se convertiría en el Hotel Regis, el edificio sufrió ampliaciones y modernizaciones a lo largo del tiempo, una ampliación del hotel fue levantada entre los años 20 y 30, en la esquina de Juárez y Dr. Mora se levantaría un edificio de 8 pisos, quien albergaría la tienda departamental Salinas & Rocha, en los años 50 y 60 se levantaría el edificio emblemático de 7 pisos con el letrero emblema del hotel, dicha estructura colapsó en el trágico Terremoto de México del 19 de septiembre de 1985 toda la manzana sufriría explosiones, incendios, derrumbes quedando totalmente inservible.
En octubre de 1985 la familia Peralta tenía el plan de reconstrucción del Hotel Regis, pero el Gobierno de la Ciudad de México quería adueñarse del ese terreno y otro más bajo la excusa del temblor, por más que se intentó llegar a un acuerdo jamás se logró concretar la reconstrucción del hotel debido a que el terreno fue expropiado y obligando a los dueños a asumir los gastos de la demolición de los edificios que quedaron en pie en esa manzana.
El 23 de noviembre de 1985, se demolió el edificio que albergó la sucursal de Salinas y Rocha desde 1946 y el primer edificio del hotel, o más conocido como "La Parte antigua del Regis".
El 1 de diciembre de 1985 se demolió el edificio de oficinas conocido como Peralta Regis, a pesar de no haber sufrido ningún daño, todo para dejar listo el terreno expropiado. Los escombros se utilizaron  para llenar los sótanos del hotel, en lugar de retirarlos.
En marzo de 1986 comienza la "construcción" de lo que sería una plaza pública, quedando como proyecto ganador una que divide el sitio por cuatro fuentes y varias jardineras, quedando listo para septiembre, en el primer aniversario del terremoto.
El 19 de septiembre de 1986, en punto de las 12:00 p. m., el presidente de México, Miguel de la Madrid Hurtado inaugura la tan polémica Plaza de la Solidaridad.
En 1991 se construye un monumento dedicado al espíritu solidario de los mexicanos en aquel terremoto, dicho monumento fue representado por un asta bandera que la sostienen 3 manos, sobre una losa de concreto bajo la leyenda "19 DE SEPTIEMBRE 1985".
En 2016 se colocó una placa conmemorativa al 31 aniversario de los terremotos del 85, pero con un error en el dato de la magnitud del evento sísmico fue retirada y ya no fue devuelta al sitio.
En marzo de 2021, por parte del Programa de Revitalización Integral del Centro Histórico, el Gobierno de la Ciudad de México reveló un proyecto de remodelación para la Plaza de la Solidaridad, en un render que presentaron, se puede apreciar que el suelo será de color gris y ahora tendrá asientos de concreto y lo que es al parecer unas jardineras, imitando el estilo de la Alameda Central situado a lado del sitio, dicho proyecto tendrá un coste de entre 2MDP y 5MDP y aun no se tiene una fecha estimada de finalización. 
Una escultura en el centro del cuadrado simultáneamente conmemora las víctimas que perdieron sus vidas y honra a los primeros rescatistas del terremoto de 1985.

## Galería

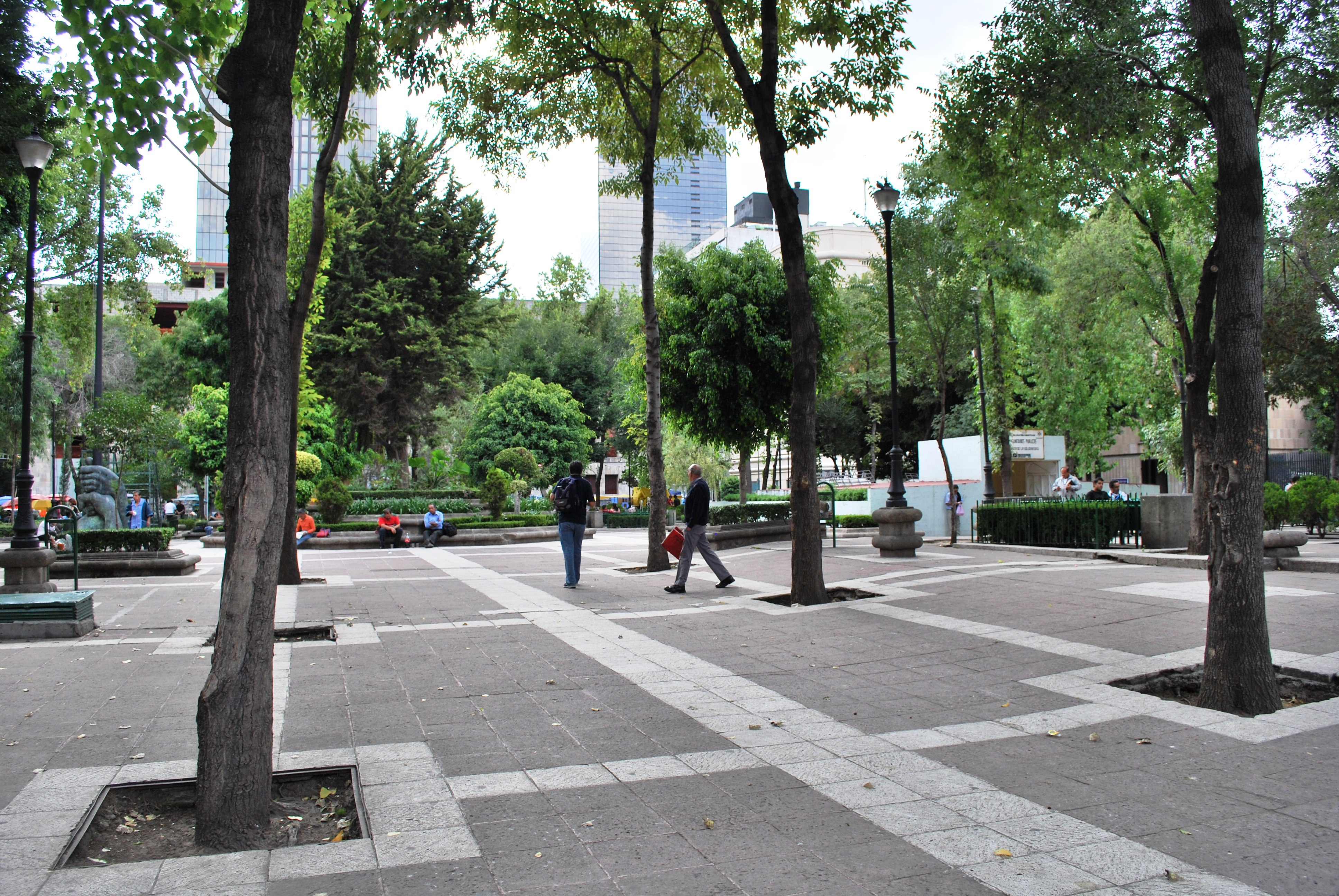
Parte de la plaza en 2009.
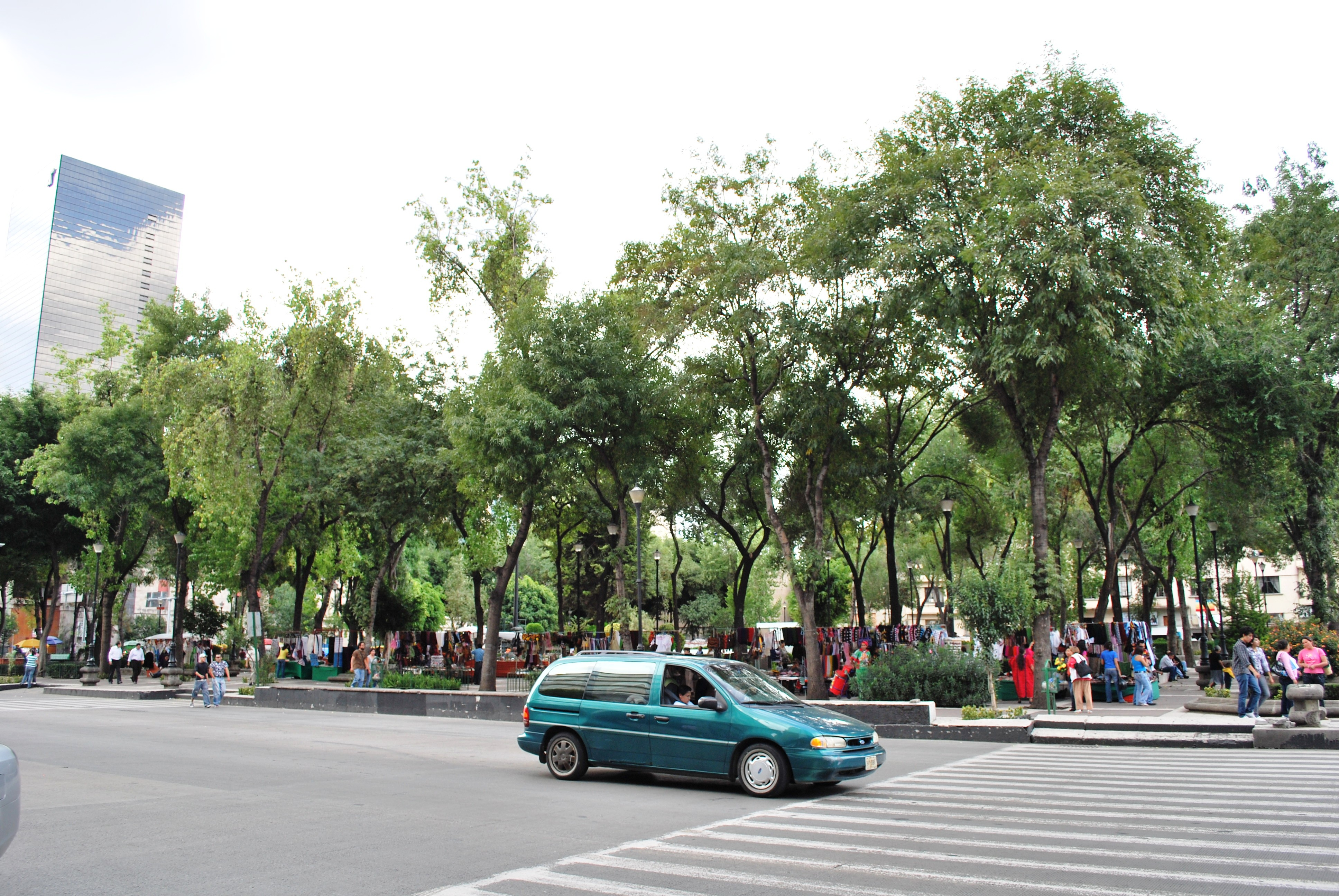
Vista de la plaza a través de la avenida Juárez.
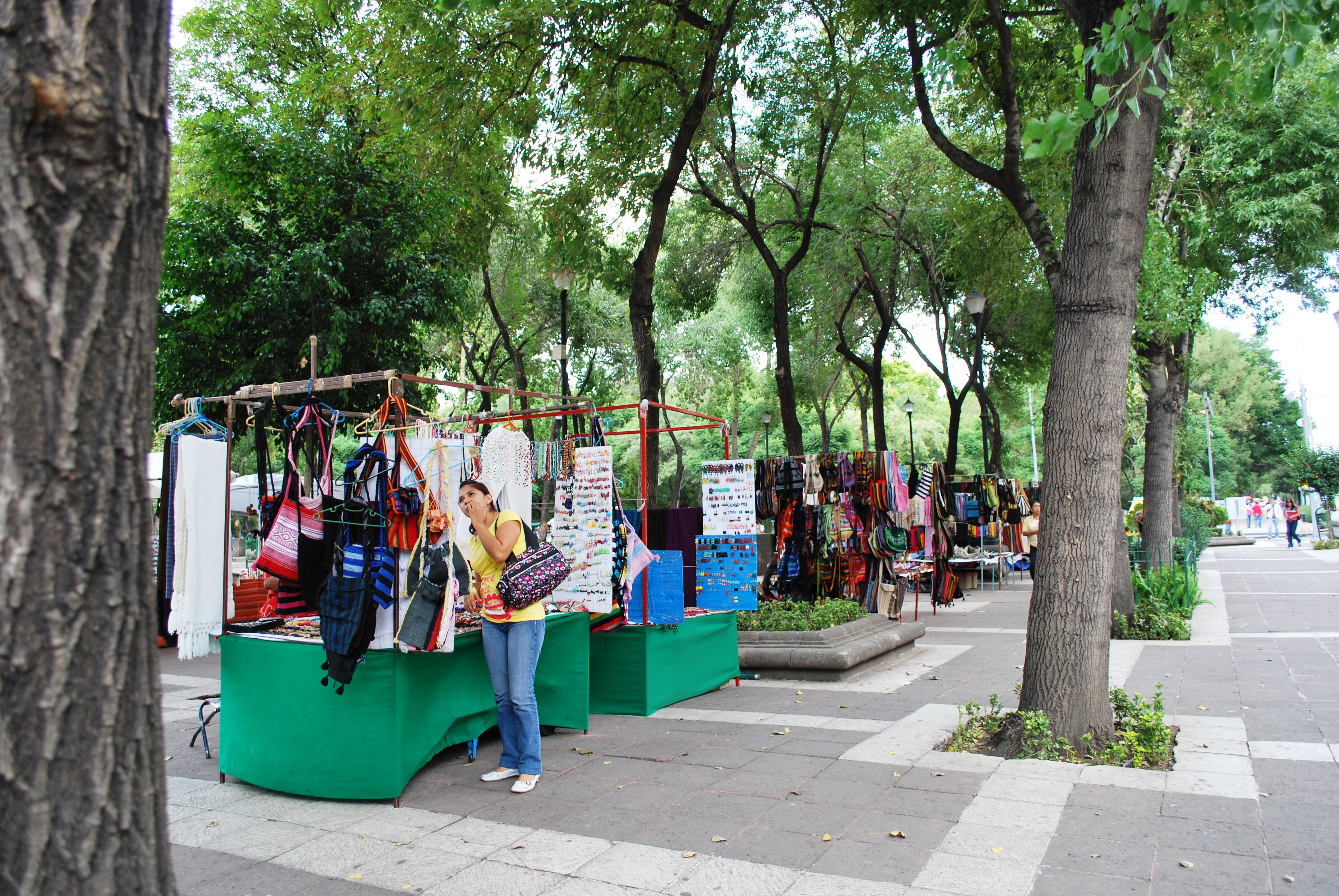
Puestos de vendedores en la plaza.